# باي جيو رين
باي جيو رين (بالكورية: 배그린)‏ هي ممثلة كورية جنوبية. ولدت يوم 1 يناير 1989 في دايغو في كوريا الجنوبية.

## روابط خارجية
- باي جيو رين على موقع IMDb (الإنجليزية)
- باي جيو رين على موقع قاعدة بيانات الفيلم (الإنجليزية)
- باي جيو رين على موقع كينوبويسك (الروسية)